# Permotanyderus
Permotanyderus es un género extinto de insectos protodípteros de la familia Permotanyderidae creado a partir de un espécimen de Permotanyderus ableptus, descrito por Riek en 1953 en Australia.
Riek describió en 1953 tres especies tipo de protodípteros del Pérmico Superior de Australia: Permotanyderus ableptus (Riek, 1953), Choristotanyderus nanus (Riek, 1953) y Permotipula patricia (Tylliard, 1929). De ellas, las dos primeras fueron incluidas en la familia Permotanyderidae, y la tercera en Permotipulidae junto con la especie Permotipula borealis (Martynova, 1961), la cual, posteriormente, en 1989, fue renombrada por Willman como Permila borealis e incluida en su propio género, Permila.